# Elipsoide de referência
Em geodesia, um elipsoide de referência é uma superfície matematicamente definida que se aproxima do geoide, a verdadeira figura da Terra ou qualquer outro corpo planetário. Devido à sua relativa simplicidade, os elipsoides de referência são usados como uma superfície preferida na qual são efectuados os cálculos da rede geodésica e são definidas as coordenadas de pontos tais como latitude, longitude e altitude.

## Propriedades
Matematicamente, o elipsoide de referência é normalmente um esferoide achatado com dois eixos diferentes: um raio equatorial (o semi-eixo maior {\displaystyle a\,\!}), e o raio polar (o semi-eixo menor {\displaystyle b\,\!}).
Mais raramente, é usado o elipsoide escaleno com três eixos (triaxial - {\displaystyle a_{x},\,a_{y},\,b\,\!}), normalmente para modelar corpos não-terra. O eixo polar aqui é o mesmo do eixo de rotação, e não o pólo magnético ou orbital. O centro geométrico do elipsoide é colocado no centro de massa do corpo a ser modelado, e não o baricentro de um sistema de múltiplos corpos.
Ao se trabalhar com geometria elíptica são usados geralmente vários parâmetros, sendo todos funções trigonométricas da excentricidade angular de uma elipse {\displaystyle o\!\varepsilon \,\!}:
{\displaystyle o\!\varepsilon =\arccos \left({\frac {b}{a}}\right)=2\arctan \left({\sqrt {\frac {a-b}{a+b}}}\right);\,\!}
Devido às forças de rotação, o raio equatorial é normalmente maior que o raio polar. Esta elipticidade (ou achatamento, {\displaystyle f\,\!}, determina o quanto está próximo o esferoide achatado da esfera verdadeira, sendo definido por:
{\displaystyle f=\operatorname {ver} (o\!\varepsilon )=2\sin \left({\frac {o\!\varepsilon }{2}}\right)^{2}=1-\cos(o\!\varepsilon )={\frac {a-b}{a}}.\,\!}
que está relacionada com a excentricidade matemática, {\displaystyle e\,\!} de uma elipse seccionada por:
{\displaystyle e^{2}=f(2-f)=\sin(o\!\varepsilon )^{2}={\frac {a^{2}-b^{2}}{a^{2}}}.\,\!}
Para a Terra, {\displaystyle f\,\!} está próxima de 1/300, e está a diminuir ao longo das escalas de tempo geológicas. Em comparação, a Lua é praticamente esférica com um achatamento 0, enquanto que Júpiter tem um achatamento visível de cerca de 1/15.
Tradicionalmente define-se um elipsoide de referência para especificar o raio do semi-eixo equatorial {\displaystyle a\,\!} (normalmente em metros) e a relação do inverso do achatamento {\displaystyle 1/f\,\!}. O raio do semi-eixo polar é então facilmente calculado.

## Coordenadas
O principal uso dos elipsoides de referência é servir de base para um sistema de coordenadas de latitude (norte/sul), longitude (este/oeste) e elevação (altura). Por este motivo é necessário identificar o meridiano zero, que para a Terra é normalmente o primeiro meridiano. Para outros corpos é normalmente referenciada uma característica de referência, que para Marte é o meridiano que passa pela cratera Airy-0. É possível que diferentes sistemas de coordenadas sejam definidos sobre o mesmo elipsoide de referência.
A longitude é medida pelo ângulo de rotação entre o meridiano zero e o ponto medido. Por convenção na Terra, Lua e Sol são expressas em graus, variando de -180º até +180º. Para outros corpos é utilizado o intervalo de 0 a 360º.
A latitude é medida pelo quanto se está próximo do pólo ou equador ao longo de um meridiano, e é representado por um ângulo de -90º até +90º, onde 0º é o equador. A latitude geográfica é o ângulo entre o plano equatorial e a linha que é a normal ao elipsoide de referência. Dependendo do achatamento, pode ser ligeiramente diferente da latitude geocêntrica, que é o ângulo entre o plano equatorial e a linha que passa no centro do elipsoide. Para corpos não-Terra são utilizados de preferência os termos planetográfico e planetocêntrico.
As coordenadas de um ponto geodésico costumam ser denominadas como latitude geodésica e longitude, i.e., a direcção no espaço da normal geodésica contendo o ponto, e a altura h do ponto sobre o elipsoide de referência. Se estas coordenadas, i.e.,forem dadas a latitude {\displaystyle \phi \,\!}, longitude {\displaystyle \lambda \,\!} e altura h, pode-se calcular as coordenadas retangulares geocêntricas  do ponto da seguinte forma:
{\displaystyle x=(N+h)\cos \phi \cos \lambda ,\,\,\!}
{\displaystyle y=(N+h)\cos \phi \sin \lambda ,\,\,\!}
{\displaystyle z=(N(1-e^{2})+h)\sin \phi ,\,\,\!}
onde:
{\displaystyle N=N(\phi )={\frac {a}{\sqrt {1-e^{2}\sin ^{2}\phi }}}\,\!}
é o chamado raio da curvatura na primeira vertical.
A curvatura de raio do meridiano de um elipsoide é dado pela seguinte fórmula:
{\displaystyle M(\phi )={\frac {a(1-e^{2})}{(1-e^{2}\sin ^{2}\phi )^{3/2}}}.\,\!}
Estas formulas têm a sua forma inversa, apesar de se envolver a álgebra. Pode-se mostrar que:
{\displaystyle \lambda =\arctan {\frac {y}{x}},\,\,\!}
{\displaystyle \phi =\arctan {\frac {z+e'^{2}b\sin ^{3}\theta }{p-e^{2}a\cos ^{3}\theta }},\,\,\!}
{\displaystyle h={\frac {p}{\cos \phi }}-N,\,\,\!}
onde {\displaystyle p\,\!}, {\displaystyle e'^{2}\,\!} e {\displaystyle \theta \,\!} são definidas por:
{\displaystyle p={\sqrt {x^{2}+y^{2}}},\,\,\!}
{\displaystyle e'^{2}={\frac {a^{2}-b^{2}}{b^{2}}},\,\,\!}
{\displaystyle \theta =\arctan {\frac {az}{bp}}.\,\!}
Devido à complexidade destas expressões, a inversão é normalmente alcançada através de um processo iterativo conhecido como método de Bowring.

## Elipsoides de referência comuns da Terra
Atualmente um dos elipsoides de referência mais usados, e que é usado num contexto de Sistema de Posicionamento Global, é o WGS84.
Os elipsoides de referência tradicionais ou data (plural do latim datum) estão definidos regionalmente, e desse modo não são geocêntricos, como por exemplo o ED50. Os data geodésicos modernos são estabelecidos com ajuda do GPS e assim são geocêntricos, como por exemplo o WGS84.
A seguinte tabela mostra os elipsoides mais comuns:
| Nome                  | Eixo Equatorial a(m) | Eixo Polar b(m)     | Inversa do Achatamento, {\displaystyle 1/f\,\!} |
| --------------------- | -------------------- | ------------------- | ----------------------------------------------- |
| Delambre, Frankr.1810 | 6.376.985            |                     | 308,6465                                        |
| Schmidt, 1828         | 6.376.804,37         |                     | 302,02                                          |
| G.B. Airy 1830        | 6.377.563,4          | 6.356.256,91        | 299,3249646                                     |
| Airy 1830 modificada  | 6.377.340,189        | 6.356.034,447       | 299,3249514                                     |
| Everest (Índia) 1830  | 6.377.276,345        |                     | 300,8017                                        |
| Bessel 1841           | 6.377.397,155        | 6.356.078,965       | 299,1528128                                     |
| Clarke 1880 /IGN      | 6.378.249,15         |                     | 293,465 (466)                                   |
| Helmert 1906          | 6.378.200,000        | (próxima do GRS80!) | 298,3                                           |
| Australian Nat.       | 6.378.160,000        |                     | 298,25                                          |
| Modif. Fischer 1960   | 6.378.155,000        | (Astro/ Mercury)    | 298,3                                           |
| Clarke 1866           | 6 378 206.400        | 6 356 583.800       | 294.978 698 2                                   |
| Internacional 1924    | 6 378 388            | 6 356 911.9         | 297.0                                           |
| GRS 1980              | 6 378 137            | 6 356 752.3141      | 298.257 222 101                                 |
| WGS 1984              | 6 378 137            | 6 356 752.3142      | 298.257 223 563                                 |
| Esfera (6371 km)      | 6 371 000            | 6 371 000           | 0                                               |

Ver Figura da Terra para uma completa lista histórica.

## Elipsoides de corpos não-terrestres
Os elipsoides de referência também são muito úteis no mapeamento geodésico de outros corpos planetários, incluindo planetas, os seus satélites, asteroides e núcleos de cometas. Alguns corpos bem observados como a Lua e Marte já têm elipsoides de referência muito precisos.
Para corpos de superfície rígida quase esféricos, que incluem todos os planetas montanhosos e muitas luas, os elipsoides são definidos nos termos de eixos de rotação e pela altura da superfície média excluindo qualquer atmosfera. Marte é de facto da forma oval, onde os seus raios polares norte e sul diferem de aproximadamente 6 km. No entanto esta diferença é suficientemente pequena para que a média dos raios polares seja usado para definir o seu elipsoide. A Lua é efetivamente esférica, não possuindo qualquer alargamento no seu equador. Quando é possível, uma marca observável na superfície é usada quando se define um meridiano de referência.
Para planetas gasosos como Júpiter, é escolhida para superfície de um elipsoide a fronteira isobárica de um bar. Como não têm nenhuma característica observável permanente, as escolhas para primeiro meridiano são feitas de acordo com regras matemáticas.
Pequenas luas, asteroides e núcleos de cometas têm frequentemente formas irregulares. Para alguns destes, como as lua de Júpiter Io, um elipsoide escaleno (triaxial) serve melhor do que um elipsoide achatado. Para corpos altamente irregulares o conceito de elipsoide de referência não tem qualquer utilidade, pelo que então é utilizado em vez uma referência esférica e os pontos identificados pela latitude e longitude planetocêntricas. Mesmo isto pode ser problemático para corpos não convexos, tal como Eros, onde a latitude e longitude não identificam de um modo único uma localização na superfície de um ponto simples.